# Ceratosolen hooglandi
Ceratosolen hooglandi är en stekelart som beskrevs av Wiebes 1963. Ceratosolen hooglandi ingår i släktet Ceratosolen och familjen fikonsteklar. Inga underarter finns listade i Catalogue of Life.